# Вудфорд (Јужна Каролина)
Вудфорд (енгл. Woodford) град је у америчкој савезној држави Јужна Каролина.

## Демографија
По попису из 2010. године број становника је 185, што је 11 (-5,6%) становника мање него 2000. године.
| Група             | 2000.      | 2010.      |
| Белци             | 94 (48,0%) | 75 (40,5%) |
| Афроамериканци    | 99 (50,5%) | 97 (52,4%) |
| Азијати           | 0 (0,0%)   | 0 (0,0%)   |
| Хиспаноамериканци | 3 (1,5%)   | 10 (5,4%)  |
| Укупно            | 196        | 185        |